# Juliusz Heinzel

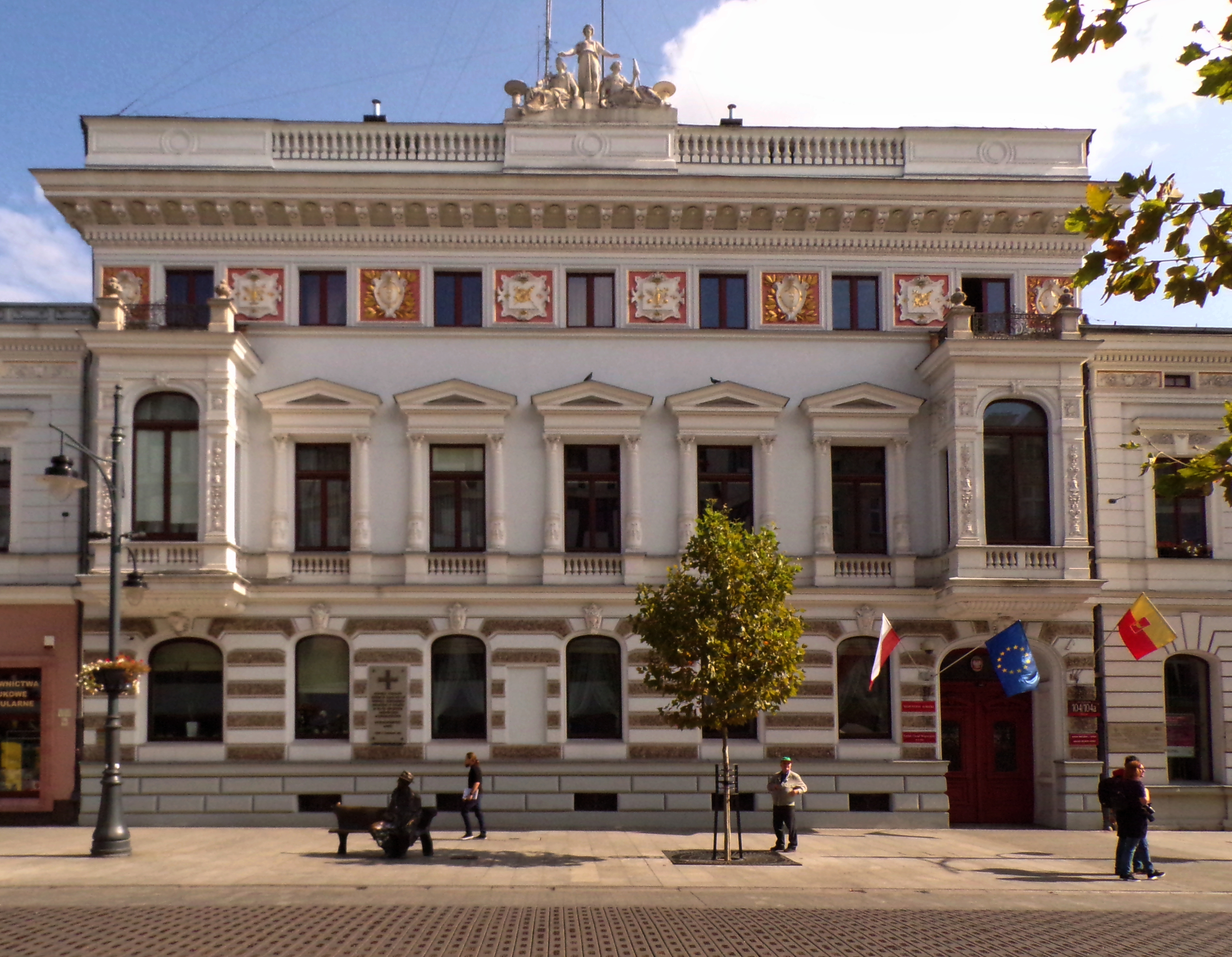
Pałac Heinzla przy ul. Piotrkowskiej 104 – obecnie Urząd Miasta Łodzi

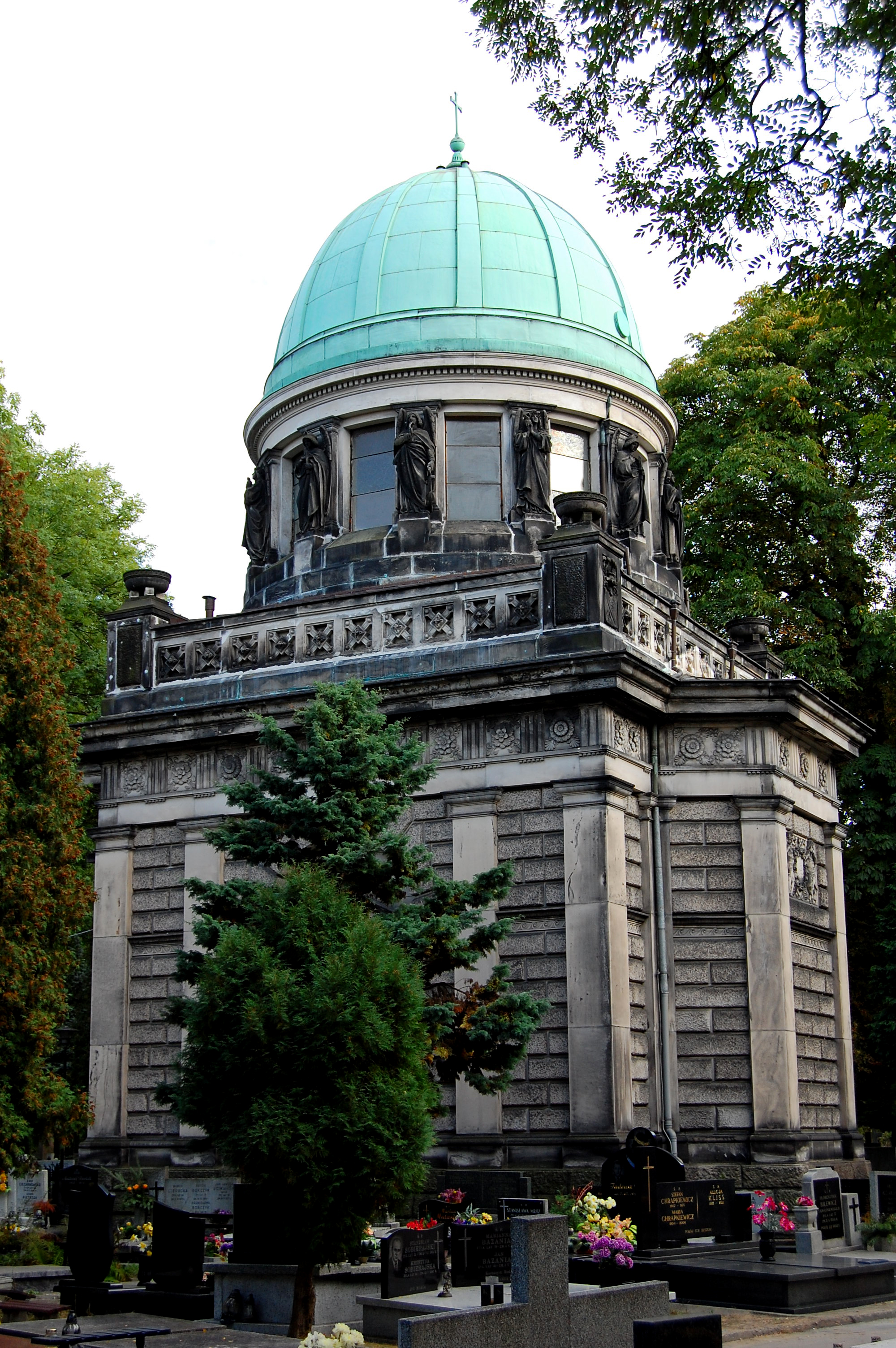
Kaplica Heinzlów na Starym Cmentarzu w Łodzi – miejsce spoczynku Juliusza Heinzla (wrzesień 2011)

Juliusz Józef Heinzel baron von Hohenfels (ur. 2 grudnia 1834 w Łodzi, zm. 8 sierpnia 1895 w Coburgu w Turyngii) – łódzki fabrykant pochodzenia niemieckiego.

## Życiorys

### Pochodzenie, młodość i rodzina
Rodzina Heinzlów przybyła do Łodzi prawdopodobnie z Czech lub Dolnego Śląska w latach 30. XIX wieku. Rodzicami Juliusza byli Jan Heinzel i Franciszka z domu Hanke, należący do katolickich Niemców. Ich syn otrzymał solidne choć domowe wykształcenie średnie. Po studiach technicznych wstąpił do zgromadzenia łódzkich majstrów. Praktykę zdobywał w tkalni Karola Scheiblera.
W 1856 roku ożenił się z Pauliną Folkman. Miał pięcioro dzieci: Juliusza Teodora (ur. 1861), Ludwika Henryka (ur. 1863), Emilię Walerię (ur. 1865), Rozalię i Adolfa (zm. 1892).

### Kariera
Uczestniczył w łódzkich buntach robotniczych, tj. w tzw. luddyzmie łódzkim w 1861 roku. W 1864 roku, przy ulicy Piotrkowskiej 104, założył własną mechaniczną tkalnię towarów wełnianych. W przeciągu kilku lat (około 1874 roku) wyrósł na króla wełny posiadając największy na terenie Królestwa Polskiego kompleks produkcyjny wytwarzający wyroby wełniane i półwełniane.
W 1879 roku Juliusz Heinzel wszedł w spółkę z Juliuszem Kunitzerem, z którym stworzył kompleks przemysłowy (m.in. przędzalnię cienkoprzędną, tkalnię, bielnik, apreturę, farbiarnię, drukarnię, szkołę oraz osiedle robotnicze), na Widzewie – „Widzewską Manufakturę”. 14 lipca 1889 roku uzyskał pozwolenie na założenie Manufakturowego Towarzystwa Akcyjnego Juliusza Heinzla.
W październiku 1884 roku został odznaczony orderem Świętego Stanisława II klasy za gorliwość okazaną przy dziele budowy cerkwi św. Aleksandra Newskiego w Łodzi przy ul. Widzewskiej (ob. ul. Kilińskiego 56). W marcu 1888 roku otrzymał Order Świętej Anny II klasy.
W 1888 wylicytował część majątku zadłużonego Augusta Zawiszy, która obejmowała  Arturówek i Marysin, w którym m.in. rozwinął folwark Marysin w wielkoobszarowe gospodarstwo rolne. W 1891 roku nabył dobra ziemskie i zamek Hohenfels w księstwie Sachsen-Coburg-Gotha wraz z przywiązanym do nich tytułem barona. Był to jedyny tego typu przypadek w Łodzi. W 1893 roku został oskarżony o nielegalne używanie tytułu barona von Hohenfels. Rozprawa odbyła się 29 marca w sądzie okręgowym w Piotrkowie Trybunalskim. Oskarżycielem był podprokurator A. Heincyg, obrońcą – Andrejewski z Petersburga, jako świadkowie zeznawali naczelnik powiatu łódzkiego Kwarenberg i inżynier architekt Ignacy Markiewicz. Sąd wydał wyrok uniewinniający.

### Śmierć i spuścizna
Juliusz Heinzel zmarł 8 sierpnia 1895 roku w Coburgu. Jego pogrzeb odbył się w Łodzi ze wspaniałym przepychem 14 sierpnia (w przeddzień i w dniu pogrzebu wstrzymały pracę obie jego fabryki). Pozostawił dwa pałace: przy ulicy Piotrkowskiej 104 oraz Pałac Heinzla w Julianowie w parku nazwanym od jego imienia Parkiem Julianowskim. Pałac w Julianowie, w którym znajdowała się siedziba Armii „Łódź”, został zniszczony podczas bombardowania w 1939 roku.
Po śmierci Heinzla, jego majątek przejął w większości Juliusz Teodor Heinzel (ur. 7 stycznia 1861), z wyłączeniem dóbr w Arturówku i Łagiewnikach, które przypadły Ludwikowi Heinzlowi, a rodzina wystawiła na Starym Cmentarzu przy ulicy Ogrodowej ogromny grobowiec rodzinny (był to ostatni pałac Heinzlów – jest miejscem spoczynku Juliusza Heinzla, jego żony Pauliny Folkman oraz ich potomków). Dziś pełni funkcję kaplicy cmentarnej i podobnie jak pozostałe istniejące pałace Heinzla służy społeczeństwu Łodzi.
Wnuk Juliusza Juliusz Roman brał udział w wojnie polsko-bolszewickiej, za co był odznaczony orderem Virtuti Militari, został zamordowany w 1940 roku przez NKWD w Charkowie.